# Regla de Jugador de Cantera
La Regla de Jugador de Cantera (en inglés, Homegrown Player Rule) es un programa de la Major League Soccer que permite a los equipos de esa liga fichar a futbolistas locales que sean parte de sus academias de forma directa. Antes de 2008, fecha de creación de la regla, todos los jugadores que entraban a jugar en la liga debían pasar por uno de los procesos existentes de asignación de futbolistas de la Major League Soccer, como ser el SuperDraft de la MLS.
Las reglas de la MLS permiten a un equipo fichar a dos jugadores por año con contratos similares a los de la Generación Adidas,  los cuales no cuentan en contra del límite salarial y pueden eventualmente recibir compensaciones salariales mucho más altas que las fijadas por la liga. Aunque existe un límite de dos contratos de este tipo, no existen limitaciones al número de Jugadores de Cantera que un club pueda fichar por año.
Para que un jugador pueda ser considerado de la cantera, haciéndolo elegible para fichar bajo el contrato del mismo nombre, este debe haber vivido en el territorio local de club y haber participado del programa de divisiones inferiores del club por lo menos durante un año, al igual que haber cumplido con otros requerimientos no especificados por parte de la liga.
Si un jugador que se encuentra en la lista de jugadores de cantera de un equipo va a la universidad, continúa siendo elegible para ser fichado bajo esta regla en cualquier momento; no obstante, un equipo no puede incluir en la lista de sus jugadores de cantera para este propósito si el futbolista jugó al fútbol universitario anteriormente o si jugó anteriormente para una selección juvenil.
En 2014, DeAndre Yedlin del Seattle Sounders se convirtió en el primer futbolista de la MLS fichado bajo la regla de jugador de cantera en haber jugado una Copa del Mundo.

## Futbolistas de cantera actuales
La siguiente es una lista de jugadores que actualmente juegan en la Major League Soccer y fueron fichados bajo la regla de jugador de cantera.
| Año de fichaje | Futbolista            | País                      | Equipo actual          | Salario en 2014 |
| -------------- | --------------------- | ------------------------- | ---------------------- | --------------- |
| 2010           | Victor Pineda         | Bandera de Estados Unidos | Chicago Fire           | $66.742         |
| 2014           | Harrison Shipp        | Bandera de Estados Unidos | Chicago Fire           | $95.000         |
| 2014           | Chris Ritter          | Bandera de Estados Unidos | Chicago Fire           | $48.500         |
| 2014           | Collin Fernandez      | Bandera de Estados Unidos | Chicago Fire           | $n/a            |
| 2015           | Patrick Doody         | Bandera de Estados Unidos | Chicago Fire           | $n/a            |
| 2012           | Shane O'Neill         | Bandera de Estados Unidos | Colorado Rapids        | $67.750         |
| 2012           | Dillon Serna          | Bandera de Estados Unidos | Colorado Rapids        | $52.500         |
| 2012           | Ben Speas             | Bandera de Estados Unidos | Columbus Crew          | $65.100         |
| 2012           | Matt Lampson          | Bandera de Estados Unidos | Columbus Crew          | $48.825         |
| 2013           | Wil Trapp             | Bandera de Estados Unidos | Columbus Crew          | $152.000        |
| 2013           | Chad Barson           | Bandera de Estados Unidos | Columbus Crew          | $48.825         |
| 2015           | Ben Swanson           | Bandera de Estados Unidos | Columbus Crew          | $n/a            |
| 2009           | Bill Hamid            | Bandera de Estados Unidos | D.C. United            | $114.750        |
| 2013           | Michael Seaton        | Bandera de Jamaica        | D.C. United            | $51.500         |
| 2014           | Jalen Robinson        | Bandera de Estados Unidos | D.C. United            | $67.000         |
| 2014           | Collin Martin         | Bandera de Estados Unidos | D.C. United            | $55.000         |
| 2011           | Victor Ulloa          | Bandera de Estados Unidos | FC Dallas              | $36.504         |
| 2011           | Moises Hernandez      | Bandera de Estados Unidos | FC Dallas              | $50.450         |
| 2012           | Kellyn Acosta         | Bandera de Estados Unidos | FC Dallas              | $79.000         |
| 2013           | Jesse Gonzalez        | Bandera de Estados Unidos | FC Dallas              | $48.500         |
| 2013           | Danny Garcia          | Bandera de Estados Unidos | FC Dallas              | $71.000         |
| 2014           | Coy Craft             | Bandera de Estados Unidos | FC Dallas              | $65.587         |
| 2014           | Alejandro Zendejas    | Bandera de Estados Unidos | FC Dallas              | $53.171         |
| 2011           | Jack McBean           | Bandera de Estados Unidos | Los Angeles Galaxy     | $48.500         |
| 2012           | Jose Villarreal       | Bandera de Estados Unidos | Los Angeles Galaxy     | $50.700         |
| 2014           | Bradford Jamieson IV  | Bandera de Estados Unidos | Los Angeles Galaxy     | $36.500         |
| 2014           | Raul Mendiola         | Bandera de México         | Los Angeles Galaxy     | $36.500         |
| 2013           | Oscar Sorto           | Bandera de Estados Unidos | Los Angeles Galaxy     | $50.700         |
| 2013           | Gyasi Zardes          | Bandera de Estados Unidos | Los Angeles Galaxy     | $198.000        |
| 2012           | Karl Ouimette         | Bandera de Canadá         | Montreal Impact        | $48.825         |
| 2013           | Maxim Tissot          | Bandera de Canadá         | Montreal Impact        | $48.500         |
| 2013           | Wandrille Lefèvre     | Bandera de Francia        | Montreal Impact        | $48.500         |
| 2013           | Maxime Crépeau        | Bandera de Canadá         | Montreal Impact        | $48.500         |
| 2014           | Jérémy Gagnon-Laparé  | Bandera de Canadá         | Montreal Impact        | $40.504         |
| 2014           | Anthony Jackson-Hamel | Bandera de Canadá         | Montreal Impact        | $36.504         |
| 2014           | Louis Béland-Goyette  | Bandera de Canadá         | Montreal Impact        | $36.504         |
| 2013           | Scott Caldwell        | Bandera de Estados Unidos | New England Revolution | $59.813         |
| 2011           | Connor Lade           | Bandera de Estados Unidos | New York Red Bulls     | $61.963         |
| 2013           | Santiago Castano      | Bandera de Estados Unidos | New York Red Bulls     | $36.500         |
| 2015           | Sean Davis            | Bandera de Estados Unidos | New York Red Bulls     | $n/a            |
| 2013           | Matt Miazga           | Bandera de Estados Unidos | New York Red Bulls     | $71.250         |
| 2015           | Tommy Redding         | Bandera de Estados Unidos | Orlando City           | $44.000         |
| 2015           | Tyler Turner          | Bandera de Estados Unidos | Orlando City           | $n/a            |
| 2011           | Jimmy McLaughlin      | Bandera de Estados Unidos | Philadelphia Union     | $75.000         |
| 2011           | Zach Pfeffer          | Bandera de Estados Unidos | Philadelphia Union     | $85.000         |
| 2012           | Lalo Fernández        | Bandera de México         | Real Salt Lake         | $36.500         |
| 2013           | Carlos Salcedo        | Bandera de México         | Real Salt Lake         | $48.500         |
| 2014           | Jordan Allen          | Bandera de Estados Unidos | Real Salt Lake         | $90.000         |
| 2014           | Justen Glad           | Bandera de Estados Unidos | Real Salt Lake         | $n/a            |
| 2014           | Sebastian Saucedo     | Bandera de Estados Unidos | Real Salt Lake         | $n/a            |
| 2014           | Tommy Thompson        | Bandera de Estados Unidos | San Jose Earthquakes   | $145.000        |
| 2014           | Aaron Kovar           | Bandera de Estados Unidos | Seattle Sounders FC    | $48.700         |
| 2015           | Victor Mansaray       | Bandera de Estados Unidos | Seattle Sounders FC    | $n/a            |
| 2011           | Kevin Ellis           | Bandera de Estados Unidos | Sporting Kansas City   | $49.575         |
| 2011           | Jon Kempin            | Bandera de Estados Unidos | Sporting Kansas City   | $77.083         |
| 2013           | Erik Palmer-Brown     | Bandera de Estados Unidos | Sporting Kansas City   | $49.000         |
| 2013           | Manny Aparicio        | Bandera de Canadá         | Toronto FC             | $48.500         |
| 2011           | Ashtone Morgan        | Bandera de Canadá         | Toronto FC             | $92.000         |
| 2012           | Quillan Roberts       | Bandera de Canadá         | Toronto FC             | $48.825         |
| 2014           | Jordan Hamilton       | Bandera de Canadá         | Toronto FC             | $72.500         |
| 2014           | Chris Mannella        | Bandera de Canadá         | Toronto FC             | $36.504         |
| 2011           | Russell Teibert       | Bandera de Canadá         | Vancouver Whitecaps FC | $75.600         |
| 2012           | Caleb Clarke          | Bandera de Canadá         | Vancouver Whitecaps FC | $60.000         |
| 2014           | Marco Carducci        | Bandera de Canadá         | Vancouver Whitecaps FC | $36.504         |
| 2014           | Ethen Sampson         | Bandera de Sudáfrica      | Vancouver Whitecaps FC | $36.504         |
| 2013           | Sam Adekugbe          | Bandera de Canadá         | Vancouver Whitecaps FC | $55.000         |
| 2014           | Marcos Bustos         | Bandera de Canadá         | Vancouver Whitecaps FC | $n/a            |
| 2014           | Kianz Froese          | Bandera de Canadá         | Vancouver Whitecaps FC | $48.504         |

## Estadísticas
La siguiente tabla muestra los jugadores de cantera más goleadores por temporada. También muestra el club con el que el futbolista estaba al final de esa temporada, al igual que la edad del jugador al final de esa temporada. well as the player's age at the end of that season.
| Año  | Futbolista (Club)   | Goles | Edad | Notas                                                   |
| ---- | ------------------- | ----- | ---- | ------------------------------------------------------- |
| 2010 | Andy Najar (DCU)    | 5     | 17   | Transferido a Anderlecht (Bélgica) en enero de 2013.    |
| 2011 | Juan Agudelo (NYRB) | 6     | 19   |                                                         |
| 2012 | Juan Agudelo (NYRB) | 3     | 20   | transferido a Stoke City (Inglaterra) en enero de 2014. |
| 2013 | Diego Fagundez (NE) | 13    | 18   |                                                         |
| 2014 | Gyasi Zardes (LAG)  | 14    | 23   |                                                         |